# Percutané
Percutané, ou transdermique, désigne le passage de substances se produisant à travers la peau (qui n'est pas une barrière imperméable à toutes les molécules). 
Il existe de très nombreux mécanismes biologiques, y compris toxicologiques, impliquant un passage percutané. La perméabilité relative de la peau est mise à profit par de nombreux traitements percutanés (pommades, huiles, onguents, patch percutané...).

## En pharmacie
La peau, de par sa fonction de barrière primaire, constitue une véritable protection contre le passage des microbes et de nombreuses substances à la circulation générale (sanguine, lymphatique), mais à différents degrés selon la nature de la substance. 
La peau dispose de deux couches importantes, l'épiderme dont la couche cellulaire superficielle (la couche cornée) constitue la barrière d'à peu près 90% des médicaments et le derme où circulent les vaisseaux sanguins et lymphatiques. La couche cornée constitue la couche qui limite le débit d'absorption, elle est constituée majoritairement du cholesterol, des esters du cholesterol et des céramides, ce qui fait que les substances lipophiles la traversent plus rapidement. 
Sur une peau saine, la diffusion percutanée est souvent lente voire impossible pour de grosses molécules, mais elle est plus rapide (voire quasi instantanée [réf. nécessaire] au travers des muqueuses)  pour d'autres. La diffusion percutanée est aussi plus ou moins irrégulière ou varie selon l'âge du patient, la finesse de la peau et le site d'application ce qui rend la précision de la posologie difficile. 
Néanmoins, la voie percutanée reste largement utilisée (le timbre de nicotine par exemple est de plus en plus utilisés pour faciliter le sevrage tabagique) pour sa simplicité et facilité de mise en œuvre. La lenteur de la diffusion est un avantage quand le médicament nécessite une libération plus ou moins lente et contrôlée.

## Toxicologie, écotoxicologie
La voie percutanée est l'une des voies d'intoxication voire d'empoisonnement mortel (la plupart des armes chimiques, qui sont par ailleurs interdites par la communauté internationale, utilisent ce principe). Un autre exemple serait la maladie du tabac vert.